# Лілльпітеельвен
Лілльпітеельвен  (швед. Lillpiteälven) — річка на півночі Швеції, у лені Норрботтен. Довжина річки становить 85 км,  площа басейну  — 618,7 км²   (600 км² ). Середня річна витрата води — 6,24 м³/с.  На річці побудовано 2 малих ГЕС з загальною встановленою потужністю 0,9 МВт й з загальним середнім річним виробництвом 3,5 млн кВт·год. 
Більшу частину басейну річки — 77,34 % — займають ліси. Болота й озера займають відповідно 13,29 % та 5,34 % площі басейну. Території сільськогосподарського призначення займають 3,67 % площі басейну. 